# 南部政治学会
南部政治学会（英語：Southern Political Science Association）是美国政治科学研究者的专业组织，于1929年在佐治亚州亚特兰大建立。

## 年会
南部政治学会于每年1月举办学术年会。1929年至1936年，每届年会均在佐治亚州亚特兰大举办。自1937年起，每届年会在美国南部不同地点举办。

## 学术期刊
南部政治学会出版同行评审学术期刊《政治学期刊》。

## 外部连结
- 南部政治学会官方网站（页面存档备份，存于）